# 柳悦孝
柳 悦孝（やなぎ よしたか、1911年7月25日 - 2003年8月20日）は、日本の染織家。思想家

## 略歴
- 1911年、千葉県生まれ。
- 1923年、関東大震災で父が死去。叔父である柳宗悦の家でしばらく過ごす。
- 1929年、中学校を卒業。その後2年間片山牧羊のもとで日本画を学ぶ。
- 1931年、静岡県にある芹澤銈介の工房を訪ね、これを機に染織の道に進むことを決意する。
- 1932年11月、初めての染織展「第1回新興民芸展」を開催する。
- 1949年、女子美術大学専任教員となる。
- 1954年-1958年、桑沢デザイン研究所講師を務める。[1]
- 1975年 - 1983年、女子美術大学の学長を務める。
- 1983年、女子美術大学を退職する。
- 1986年 - 1990年、沖縄県立芸術大学附属研究所長、同大学で教鞭をとる。
- 2003年、老衰のため逝去。92歳。

## 親族
- 柳楢悦 - 祖父、貴族院議員
- 柳宗悦 - 叔父
- 柳悦多（よしさわ、1882 - 1923）- 父
- 柳元悦 - 子（陶芸家、1948- ）
- 柳悦州 - 子（染織工芸・民藝運動研究者、1952- ）
- 柳悦博（1917 - 1995） - 弟。各・染織作家
  - 柳崇（1954- ） - 子
  - 柳晋哉（1987 - ）- 孫